# Yuka Kado
Yuka Kado (加戸 由佳, Kado Yūka, Kurashiki, 19 juni 1990) is een Japans voetbalster die als middenvelder speelt bij Bunnys Kyoto SC.

## Carrière

### Clubcarrière
Kado begon haar carrière in 2004 bij Okayama Yunogo Belle. In 14 jaar speelde zij er 200 competitiewedstrijden. Ze tekende in 2018 bij Bunnys Kyoto SC.

### Interlandcarrière
Kado nam met het Japans nationale elftal O20 deel aan het WK onder 20 in 2008 en WK onder 20 in 2010.
Kado maakte op 6 maart 2013 haar debuut in het Japans vrouwenvoetbalelftal tijdens een wedstrijd om de Algarve Cup tegen Noorwegen. Ze heeft drie interlands voor het Japanse elftal gespeeld.

## Statistieken
| Japans vrouwenvoetbalelftal | Japans vrouwenvoetbalelftal | Japans vrouwenvoetbalelftal |
| Jaar                        | Wed.                        | Dlp.                        |
| --------------------------- | --------------------------- | --------------------------- |
| 2013                        | 3                           | 0                           |
| Totaal                      | 3                           | 0                           |